# Zwartborstslangenarend
De zwartborstslangenarend (Circaetus pectoralis) is een vogel uit de familie van havikachtigen (Accipitridae).

## Kenmerken
Deze vogel heeft krachtige onbevederde poten met korte tenen, die door een gesloten schubbenpantser zijn beschermd tegen slangenbeten. De borststreek is wit. De grote kop is voorzien van gele ogen. De lichaamslengte bedraagt 65 cm en het gewicht 1 tot 2,5 kg.

## Leefwijze
De zwartborstslangenarend eet vooral slangen, maar ook hagedissen, vogels, vleermuizen en vissen staan op het menu.

## Voortplanting
Het vrouwtje legt één enkel ei en bebroedt dit 48 dagen. Het jong wordt door beide ouders gevoerd, zelfs nog tot 6 maanden na het uitvliegen.

## Verspreiding en leefgebied
Deze soort heeft een groot verspreidingsgebied dat reikt van het oosten van Soedan en Ethiopië tot in Zuid-Afrika. Ze zeilen vaak rond boven onbegroeide hellingen in het heuvelland, waarbij ze soms staan te bidden. Het dier is een standvogel.

## Status
De zwartborstslangenarend heeft een enorm groot verspreidingsgebied en daardoor alleen al is de kans op de status kwetsbaar (voor uitsterven) uiterst gering. De grootte van de populatie is niet gekwantificeerd. Op veel plaatsen is deze slangenarend schaars, plaatselijk kan de vogel ook algemener zijn. over trends is niets bekend. Om deze redenen staat de zwartborstslangenarend als niet bedreigd op de Rode Lijst van de IUCN.